# Leipziger Frauenbildungsverein

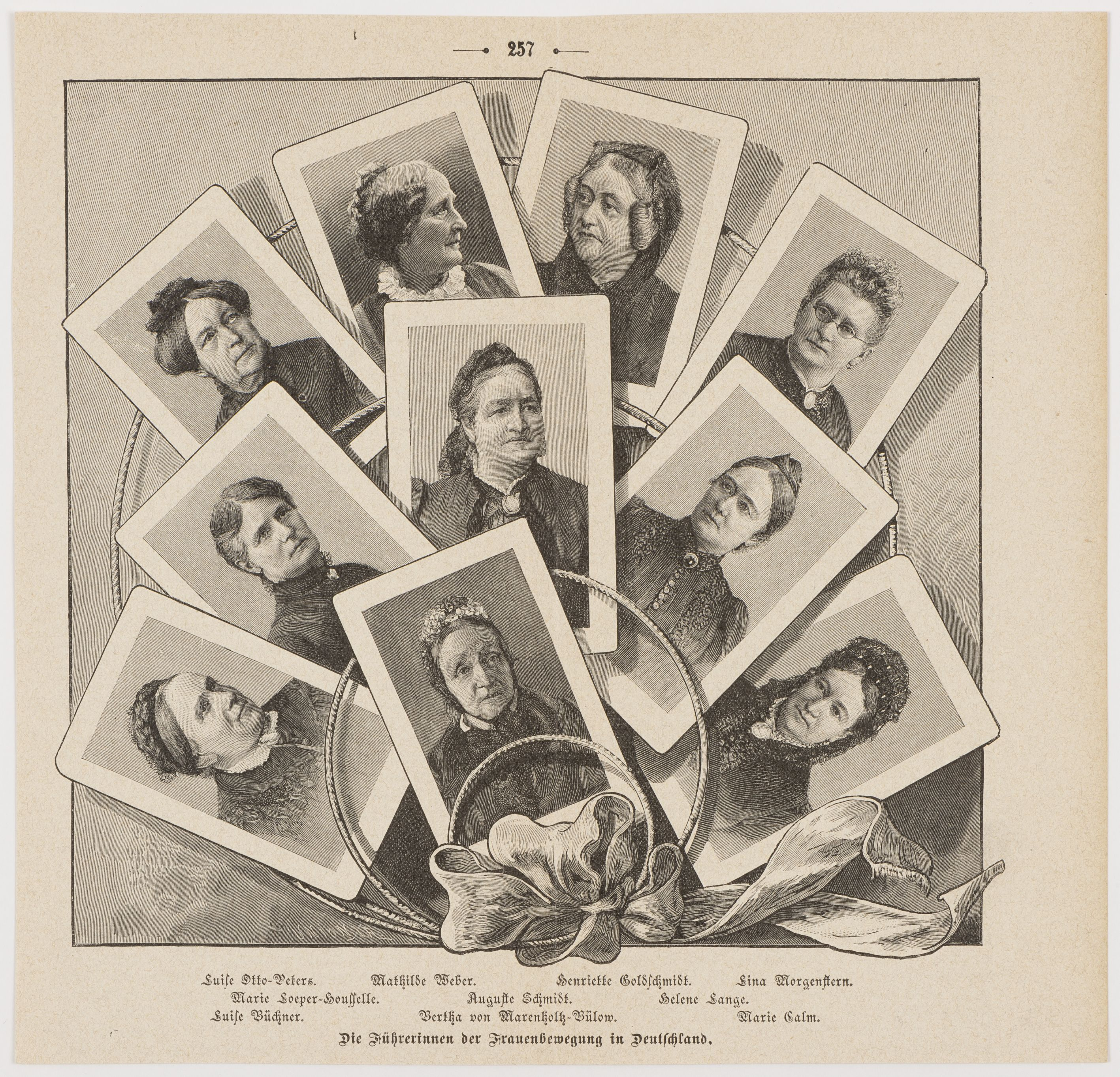
Drei Leipziger Vertreterinnen im ADF – Louise Otto-Peters, Henriette Goldschmidt und Auguste Schmidt, Blatt aus „Die Gartenlaube“, 1894

Der Leipziger Frauenbildungsverein (FBV) war eine Einrichtung der Frauenbewegung in Leipzig im 19. und frühen 20. Jahrhundert. Gegründet wurde er am  24. Februar 1865 von engagierten Frauen, die sich für eine bessere Bildung und soziale Teilhabe von Frauen einsetzten. Der Verein spielte eine zentrale Rolle bei der Förderung der Frauenbildung und schuf wichtige Grundlagen für die Gleichberechtigung der Geschlechter im Bildungswesen.  Im Zusammenhang mit dem Verein stand der am 18. Oktober 1865 in Leipzig gegründete Allgemeine Deutsche Frauenverein (ADF).

## Entstehung und Ziele
Die Mitte des 19. Jahrhunderts war geprägt von gesellschaftlichem Wandel, Industrialisierung und wachsendem Bildungsbewusstsein. Frauen hatten jedoch nach wie vor kaum Zugang zu höheren Bildungseinrichtungen oder akademischen Berufen. Die Frauenbildung galt nach der Konfirmation, also im Alter von 14 Jahren, als beendet und es gab keine Berufsausbildung. Damit waren Frauen der bürgerlichen Stände vom Erwerbsleben ausgeschlossen. Vor diesem Hintergrund entstand der Leipziger Frauenbildungsverein mit dem Ziel, Mädchen und Frauen den Zugang zu Bildung zu ermöglichen und sie auf ein selbstbestimmtes Leben vorzubereiten.
„Der Frauenbildungsverein lud zu Vorträgen, musikalischen und rezitatorischen Darbietungen ein, gründete eine Sonntags- und Fortbildungsschule für konfirmierte Mädchen, ein Büro für Abschreiberinnen und Stellenvermittlung, eine Kochschule und Speiseanstalt für Frauen, eine Sonntagsschule für junge Mädchen und eine Bibliothek für unbemittelte Frauen und förderte die Bildung von Volkskindergärten.“ Durch diese Angebote wollte der Verein Frauen befähigen, unabhängig zu werden und aktiv am gesellschaftlichen Leben teilzunehmen.

## Bedeutende Persönlichkeiten

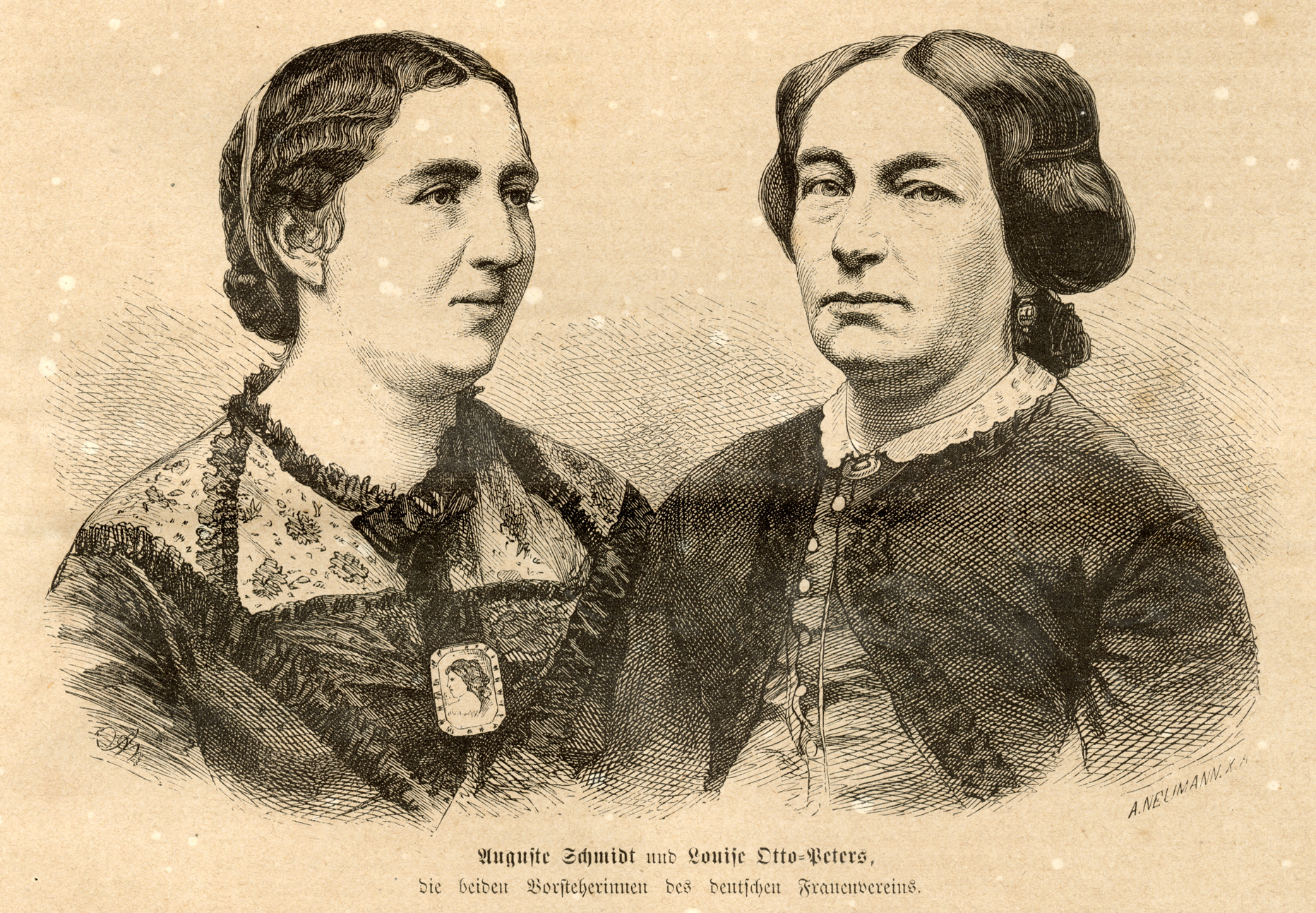
Die Mitgründerinnen des Leipziger Frauenbildungsvereins Auguste Schmidt und Louise Otto-Peters, 1871

Der Leipziger Frauenbildungsverein wurde von namhaften Persönlichkeiten der Frauenbewegung unterstützt. Louise Otto-Peters, eine der führenden Vertreterinnen der deutschen Frauenbewegung, spielte eine wichtige Rolle bei der Gründung und Entwicklung des Vereins. Otto-Peters trat für die Gleichberechtigung der Frauen ein und betonte immer wieder, dass Bildung der Schlüssel zur gesellschaftlichen Emanzipation sei. „Vergegenwärtigt man sich die seinerzeit unermüdlich propagierte bürgerliche Geschlechter- und Familienideologie und die damit einhergehende Rechtlosigkeit von Frauen in vielen Bereichen, lässt sich ermessen, wie herausfordernd und brisant, zugleich jedoch innovativ diese Vorstellungen im 19. Jahrhundert wirkten.“
Weitere Gründungsmitglieder waren beispielsweise die Lehrerinnen Ottilie von Steyber und Auguste Schmidt, die ebenfalls einen großen Beitrag zur Frauen- und Mädchenbildung ihrer Zeit leisteten.

## Erfolge und Auswirkungen
Mädchen und Frauen erhielten durch den Verein bessere Bildungschancen. Aus dem Verein gingen „Innovationen mit überlokaler Reichweite“ hervor. Durch diesen emanzipatorischen Ansatz und durch die erworbenen Kenntnisse fanden viele Mädchen und Frauen Arbeit. Gleichzeitig wurde durch die kollektive Organisation in einem Verein geschlossen der dominierenden Männerwelt entgegengetreten und das hierarchische Gesellschaftsdenken mit Männern in den führenden Rollen nicht länger akzeptiert.

## Niedergang und Nachwirkung
Die deutsche Frauenbewegung differenzierte sich im Laufe der Zeit immer weiter aus, und neue Emanzipationsbewegungen kamen hervor. Der Leipziger Frauenverein verlor nach und nach an Bedeutung, da sich im Laufe der Zeit auch die Schwerpunkte der Bewegung änderten. Bedeutung hatte der Verein durch die frühen Kämpfe um Bildungsgerechtigkeit. Er ist ein zentraler Teil der Leipziger Stadtgeschichte und der deutschen Frauenbewegung.